# Marcin Kozioł (siatkarz)
Marcin Kozioł (ur. 4 lipca 1983 w Tychach) – polski siatkarz, grający na pozycji przyjmującego. Od 2011 reprezentował barwy klubu TKS Tychy. Ambasador dobrej woli UNICEF.

## Kluby
- TTPS Tychy
- MKS MOS Płomień Sosnowiec
- AZS Politechnika Śląska Gliwice[2]
- AZS Nysa (2005/06–2006/07)[3]
- Delecta Chemik Bydgoszcz (2007/08)[4]
- Pronar Parkiet Hajnówka (2008/09)
- MCKiS PKE Energetyk Jaworzno (2009/10)[5]
- AZS PWSZ Nysa (2010/11)[6]
- TKS Tychy (od 2011/12)[7]